# MU-300
三菱 MU-300
- 用途：多用途機
- 分類：ビジネスジェット
- 製造者：三菱重工業
- 初飛行：1978年8月29日
- 生産数：101機
- 運用状況：現役

MU-300は、三菱重工業と米国現地法人三菱アメリカ・インダストリー社が開発した双発のビジネスジェット機。後に販売権及び製造権がホーカー・ビーチクラフト社によって買収されたため、現在はレイセオン「ホーカー 400」と呼ばれている。

## 開発経緯

### 新型ビジネス機開発
MU-2が好調であった1969年（昭和44年）、MU-2の後継となる高級ビジネス飛行機を計画した。そこで、アメリカ合衆国において、市場調査や販売者の意見聞取、顧客の志向分析を行った結果、最高速度は時速500陸マイル（約800km/h）、快適な広いキャビンを備え、競合機種を凌ぐ高い燃費効率と経済性を持つことを次世代機のセールスポイントとした。1975年（昭和50年）10月にプロジェクトチームが、YS-11計画を率いた東條輝雄に調査結果の中間報告を提出。その後さらに10ヶ月間の調査と計画の練り直しを行い、「MU将来機開発計画書」が完成した。
CADやCAMなど当時の最新技術を駆使したコンピュータ設計により、空気抵抗を考慮したスマートなフォルムとなり、優れた操縦性能と、MU-2よりも速い巡航速度805km/h（同クラスの平均的な速度より15パーセント速い）を実現した。遷音速となり新たな技術要素が加わるが、航空宇宙技術研究所、東京大学の協力のもと、独自の翼型を開発し衝撃波を抑えている。MU-300の機体は、MU-2より一回り大きく、このクラスの中では最も広いキャビンを備えていた。
設計者たちはMU-2開発当初とは違い、YS-11、C-1、T-2などの開発を経験した中堅技術者で、競合機よりも居住性を高め、部品点数を下げて製造コストを抑える意識が高まっていた。
MU-300の開発は三段階に分けて行われた。第一段階では基礎設計を行う。第二段階は4機の試作機を製造し、性能確認を行う。第三段階では、全ての条件がそろった状態で量産体制に入ることとした。
1976年（昭和51年）に開発に着手し、上記のような段階を踏んだ上で、1978年（昭和53年）8月29日に初飛行した。2年間の性能試験を経て、慎重に経営判断した結果、1979年（昭和54年）5月、開発は第三段階へと移行した。6月にアメリカ連邦航空局（FAA）の審査を受けるべく試作2号機をアメリカに送り、8月には耐空審査に合格した。9月、アトランタでのNBAA航空ショーではMU-2の頃の日本製への偏見は無く、誇らしくアピールでき、ユーザーからの評判も良かった。アメリカではバブル経済が膨張し、投機・節税目的の顧客も含めた人気商品として多くの仮注文があり、プロジェクトは順風満帆に進むように見えた。

### 三菱の誤算
1979年（昭和54年）、マクドネル・ダグラスのDC-10が、シカゴとパリで相次いで墜落し、数百名が死亡した。ダグラスの企業体質だけでなく、FAAの審査基準が甘かったのではないかと、連邦議会でも追及された。そのため、FAAは審査基準を大幅に厳しくする雰囲気となって、航空各社は動揺していた。
しかし三菱を含めた小型機メーカーは、この基準はダグラスやボーイングなどの大型機に適用されるもので、軽飛行機は無関係だと考えており、また完成したMU-300に自信を持っていたため、事故や議会の追及後も機体の改修などを施さず、FAAが動き出すのを待っていた。
だが、FAAは全ての機体への審査基準を厳しくすると発表した。三菱にとっては大きな誤算だった。新たな基準の対策について前例もなく、設計変更と試験機改修に苦しんだ。8月の耐空試験から9ヶ月後の1980年5月、ようやく飛行試験の許可を得たが、MU-300は基準改正後の試験対象第一号となり、航空業界から多大な注目を浴びることになってしまった。しかも、その試験自体がFAAも判断に迷う内容ばかりで、解釈をめぐってFAA内で延々と議論を続けたため、335時間、17ヶ月に及ぶ非常に膨大な時間を費やしてしまった。1980年（昭和55年）9月には110機も仮受注していたが、手直しや設計変更がいたるところに発生し、型式証明を取得できたのは翌1981年（昭和56年）11月であった。
日本で販売した時期は、第二次オイルショックからバブル景気前の円高不況であったため、売上は伸び悩んだ。
海外では三菱の社紋である菱形（ひしがた）に掛けた「DIAMOND（ダイヤモンド）」の名で販売され、速度、スタイル、操縦性及び低燃費など、その技術力の高さが評判を呼んだが、頼りのアメリカ合衆国市場はFAA審査に手間取っている間に一変、政府が高金利政策をとったことで不況に陥り、航空業界も軒並み経営悪化、ビジネス機の需要は皆無となっていた。そのうえ、FAA審査の手間取りでMU-300の信用が低下、納入の遅れによって契約のキャンセルが相次いだ。110機もの仮契約で自信を深めていた三菱の衝撃は大きかった。高額である飛行機の受注は半ば投機的なもので、見通しが狂えばキャンセルするのはこの業界の常識であったが、三菱はキャンセルに対する有効な手段を全く用意していなかった。
また、三菱は1970年代初頭にあった米航空業界の規制緩和によって、激しい競争にさらされるエアラインは、軒並みローカル線から手を引き、そこで自家用や社用のビジネスジェット機の需要が増すと考えていた。現実に大手エアラインを中心にローカル線は次々に閉鎖され、一方の自家用ジェット機の需要は好景気に支えられて増えていた。
だがその目論見は大きく外れた。不況によってビジネス機需要は頭打ちとなり、一方のエアラインは、全米の空港をコンピューターネットワークで結んだ「ハブシステム」を導入し、主要空港での乗り継ぎの便を良くするなど、新たな戦略を次々に打ち出してきた。ビジネス機市場は大メーカーでさえ生き残りをかけた非情なリストラ策を講じるほかなく、三菱も追い詰められた。
遂には、役員会において現地法人MAIの清算まで議題に上るほどであった。このとき、MU-2で発生した赤字を含め、100億円もの負債を抱えていた。機体の開発費だけでなく、販売網やサービスネットワークの製作によって発生した赤字は、三菱一社で支えられるものではなくなり、総合重工業である三菱では、他の部門から航空宇宙部門への不満が発生していた。

### ビーチクラフトへの移管
1983年（昭和58年）4月、再建された新MAIは、MU-300のパワーアップ型であるダイヤモンド IIを発表、市場に投入した。ところがこれもさっぱり売れず、開発費がそのまま赤字に上乗せされてしまい、もはや会社の維持は困難であった。このような事態は三菱だけでなく、小型機業界は軒並み経営危機にさらされていた。1985年（昭和60年）12月、小型機の老舗セスナがジェネラル・ダイナミクスに、デ・ハビランド・カナダはボーイングに、ガルフストリーム・エアロスペースはクライスラー（後にジェネラル・ダイナミクス）にそれぞれ買収、といった具合に次々に再編が起こった。
そこでMAIは、巨大防衛企業レイセオンの子会社であるビーチクラフト社と提携し、MU-300シリーズをビーチの巨大な販売網に乗せてもらうことにした。一方のビーチも、膨大な赤字に苦しんだ挙句にレイセオンに買収され、経営の立て直しを図っている中、プロペラ機のみの商品にジェット機が増えることは非常に望ましく、両者の利害は一致した。
だが、不況に喘ぐアメリカ政府は、対日収支の悪化と日本社会の急成長を槍玉に挙げ、不況の要因を日本製の自動車や家電製品、半導体に求め、国民に広がった対日感情悪化を利用した。三菱もすでに、アメリカの航空部品を企業から購入できなくなったり、価格を異常に吊り上げられる被害にあっていた（アメリカで使用する航空機は、アメリカ製の部品が50パーセント以上を占めていなければならない規則、いわゆる「バイアメリカン法」がある）。

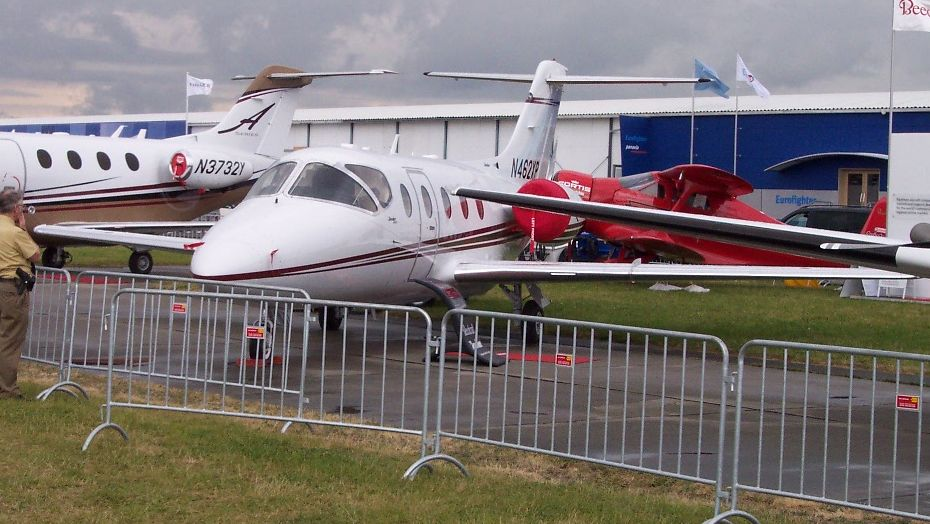
駐機中の機体（ホーカー400XP）

この状態で「三菱」を前面に出して販売することはほぼ不可能であるとしたビーチは、提携後にMU-300を全てBEECHJET 400（ビーチジェット400）の名で販売することとした。また、販売済みのMU-2とMU-300のアフターサービスもビーチが引き受けることとなって、MAIの業務は大幅に縮小された。
その後、MAIは段階的に業務をビーチへ移管、テキサス州サンアンジェロの自社工場も閉鎖し、1986年（昭和61年）に米国営業から完全に撤退した。ビーチは日本から送られる機体に、独自の内装を施して販売し、また過去にMAIが販売したMU-300も全てビーチジェット 400として統一した。
三菱はその後もビーチが要求するだけの機体を生産したが、ビーチはMU-300の全ての生産・販売権を要求してきたため、遂に利益があげられなかった三菱は、1988年（昭和63年）2月に設計を含めた生産過程全てをビーチに売り渡す契約に合意し、同年に日本国内での販売も終了した。三菱は小型機業界から完全に撤退し、MU-300は101機の販売で膨大な赤字を生むこととなった。
ところが、1990年（平成2年）にアメリカ空軍がビーチジェット 400Aの練習機型400TをT-1Aジェイホークとして採用したことから話題となり、1990年代には日本が不況に喘ぐ一方、アメリカの空前の好景気に支えられて売上を伸ばした。1994年からは航空自衛隊でも、ビーチから導入した同型機を、「T-400」と称して使用している。なお、ビーチジェット400はその後、やはりレイセオンに買収されたホーカー・ビーチクラフトの販売ラインに組み込まれたことから、ホーカー 400の名称に変更されている。

## 機体

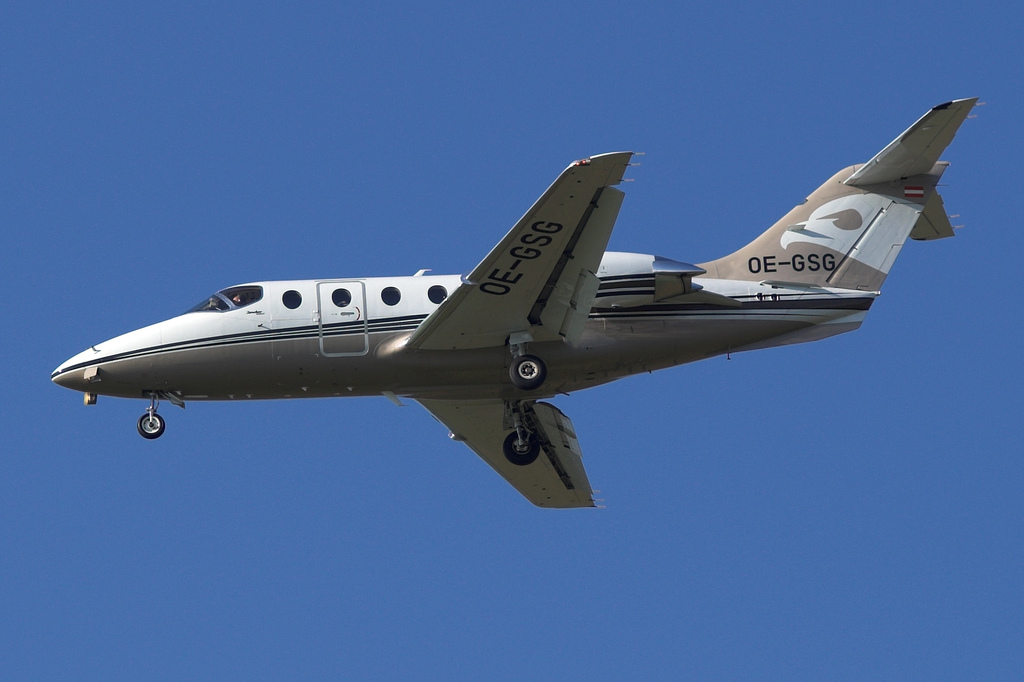
飛行中の機体（ホーカー400XP）

エンジンを機体の尾部に装備する、ごく一般的なビジネスジェット機である。MU-2で用いた高翼面荷重に全翼にわたるフラップとスポイラーを組み合わせた独特の設計による新型翼を採用することにより、当時の同級機では最速である800km/hを超える高速性と低い着陸速度を実現している。ビジネス用の快適な居住性を確保するため、キャビン断面を楕円として内部容積を大きくし、高級感を備えたゆったりとした客室を用意した。コックピット風防には視界の歪みが少ない円柱断面曲面を用いており、この機体の大きな特徴となっている。競合機との差別化を図るため、低燃費性と高い巡航速度という特徴を持つ。

## スペック
出典: 
諸元
- 乗員: 2
- 定員: 7-9
- ペイロード: 810 kg （1775 lb）
- 全長: 14.73 m （48 ft 5 in）
- 全高: 4.19 m （13 ft 9 in）
- 翼幅:
- 空虚重量: 3,930 kg （8,665 lb）
- 最大離陸重量: 6,640 （14,630 lb）
- 動力: プラット・アンド・ホイットニー・カナダ JT15D-4 ターボファン、1,130 kg （2,500 lbs）  × 2

性能
- 最大速度: 805km/h=M0.67 （500mph=M0.67）
- 航続距離: 2,800 km （1,740 miles）
- 実用上昇限度: 12,500 m （41,000 ft）
- 離陸滑走距離: 1,300 m （4,280 ft）
- 着陸滑走距離: 850 m （2,800 ft）

## 派生型
MU-300
初期生産型。エンジンはJT15D-4。海外では「ダイヤモンド I」。
ダイヤモンド I A
高温・高標高地域用にスロットル・プッシュ等の小改造を加えたもの。海外販売のみ。
ダイヤモンド II
エンジンをJT15D-5に変更し、航続距離・最大速度を向上させたもの。海外販売のみ。
ビーチジェット 400
ビーチクラフト社での「ダイヤモンド II」の呼称。後にホーカー400へ改称。